# Devil’s Symphony
A "Devil's Symphony" a német Scooter együttes kislemeze, mely 2019. október 11-én jelent meg. Ez a harmadik kislemez, mely Sebastian Schildével közösen jelent meg, és nem nagylemezről lett kiadva, csak utóbb, a "God Save The Rave" nagylemezre került fel. Fizikai adathordozón nem jelent meg, két részletben adták ki: október 11-én csak magát a dalt, november 1-jén pedig a több számot is tartalmazó kiadást. Habár az előadók közt nem nevesítik őket, a szerzők közt ezúttal is ott van a Harris & Ford duó.

## Története
Előzetes bejelentés nélkül játszották a dalt 2019. szeptember 7-én a németországi "Stars Am Strand" fesztiválon, bár a Harris & Ford formáció korábban is posztolt arról az Instagramon, hogy együtt dolgoznak a Scooterrel a stúdióban. Ez technikailag így is történt, ugyanis a dal szerzői közt ők is feltűnnek (plusz a remixet is ők készítették), valamint Balca Yildiztekin, aki a "Rave Teacher (Somebody Like Me)" című számban is énekelt. Megjelenését minimális promócióval hirdették meg, a megjelenés előtti héten valamint a megjelenés napján reklámvideókat tettek közzé az interneten, de azután nem nagyon reklámozták. Október 30-án jelent meg a videoklip.
A kislemez Csajkovszkij "Hattyúk tava" szvitjének nyitó témájának a laza feldolgozása. Szerkezetét tekintve nagyon hasonlít a korábban megjelent "Move Your Ass! (Noisecontrollers Remix)"-re, ugyanis akárcsak abban a számban, itt is alapvetően hardstyle zenei alapok hallhatók, mely a legvégén jelentős tempóváltással felgyorsul. A korábbiakhoz képest jelentősen kevesebb szöveg is hallható benne, amelyre már régen volt példa.

## Számok listája
Eredetileg csak a 3 perces változat jelent meg, a többit november 1-jén tették elérhetővé "Devil's Symphony - The Mixes" címmel.
1. Devil's Symphony (3:05)
2. Devil's Symphony (Extended Mix) (5:09)
3. Devil's Symphony (Harris & Ford Remix) (2:41)
4. Devil's Symphony (Harris & Ford Extended Mix) (3:28)

## Közreműködtek
- H. P. Baxxter (szöveg)
- Sebastian Schilde, Michael Simon (zene)
- Jens Thele (producer)
- Kevin Kridlo, Patrick Poehl (Harris & Ford)
- Charlott Boss, Balca Yildiztekin (refrén ének)

## Videóklip
A dalhoz megjelenésekor egyáltalán nem jött ki videoklip. csak október 30-án, amely szakítva a hagyományokkal egy "Lyric Video" volt, azaz elsősőrban a szövegre koncentrált. Külsőségeit tekintve egy sűrű sötét erdőben, televízióképernyőkön látható a dalszöveg, néha bevágásokkal az együttes tagjairól. A klip 4K felbontású, 21:9 képarányú.

## További információ
- "Devil's Symphony" a Spotify-on
- "Devil's Symphony" az Apple Music-on Archiválva 2021. május 22-i dátummal a Wayback Machine-ben
- "Devil's Symphony" a Google Play Music-on
- Videoklip a YouTube-on
- Scootertechno.ru - hivatalos rajongói oldal
- Discogs